# Władysław Gniewosz (1829–1901)
Władysław Eustachy Rajmund Gniewosz z Oleksowa herbu Rawicz (ur. 1829, zm. w październiku 1901) – pułkownik C. K. Armii, c. k. podkomorzy i c. k. tajny radca.

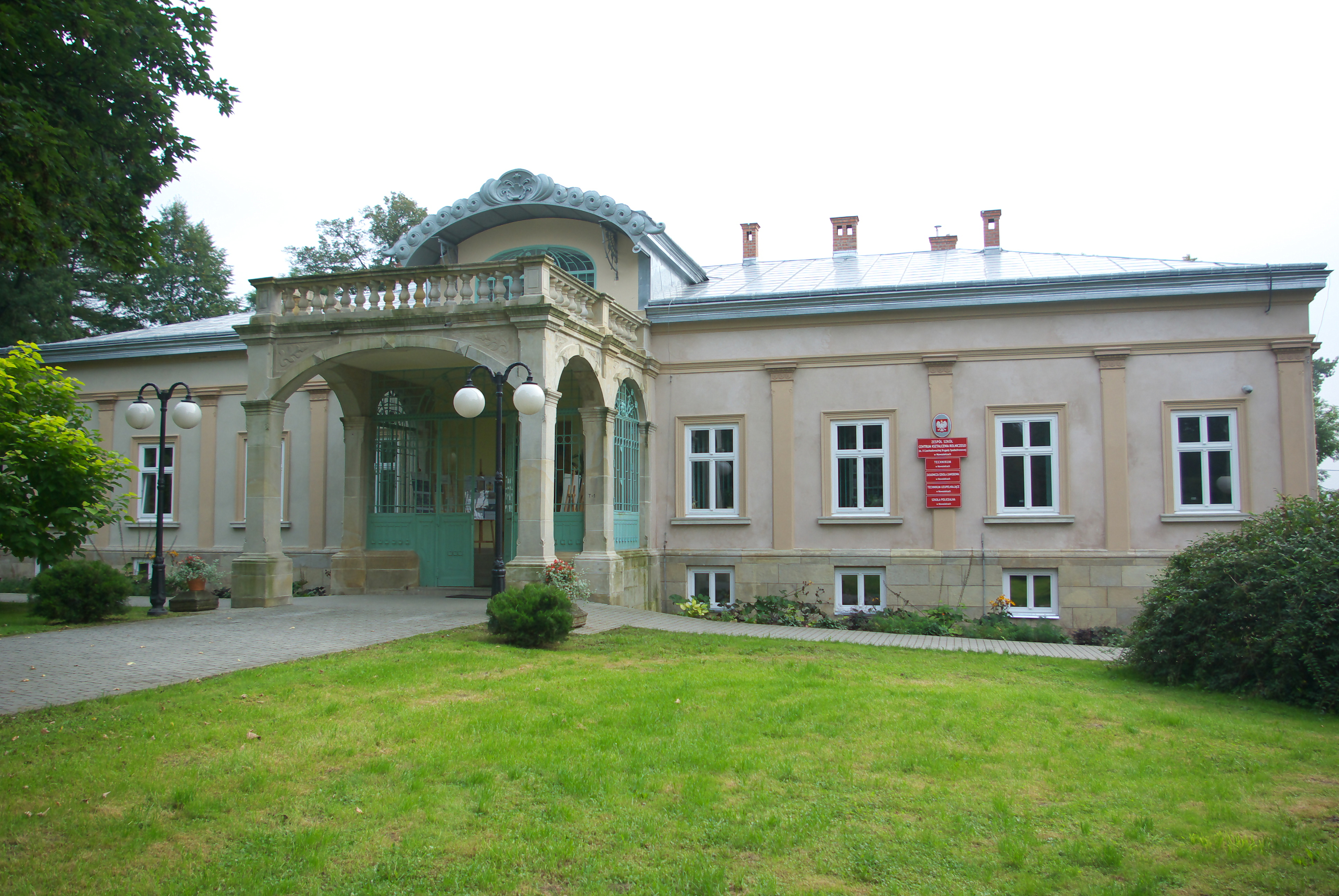
Dwór w Nowosielcach

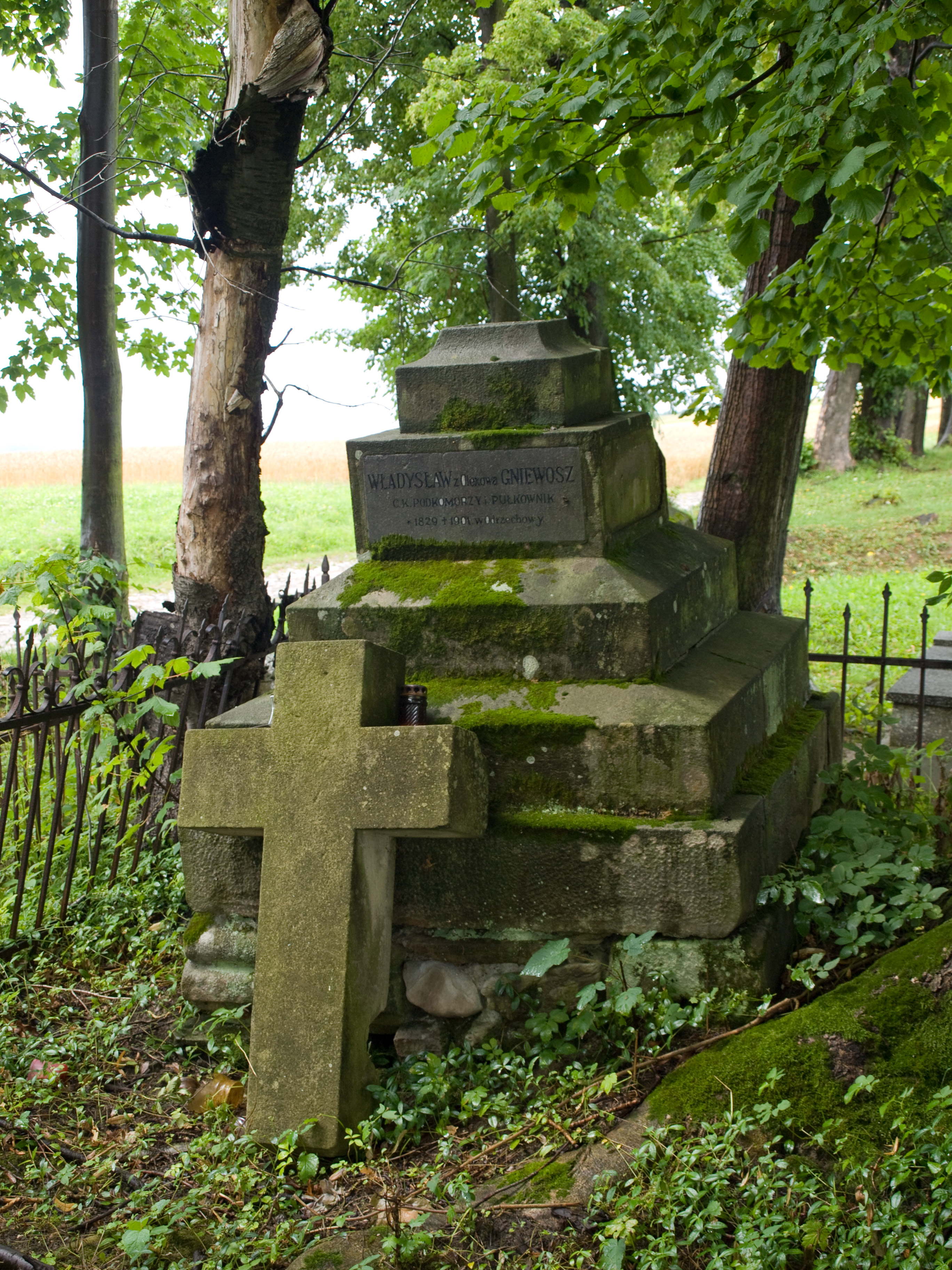
Nagrobek Władysława Gniewosza

## Życiorys
Władysław Eustachy Rajmund Gniewosz urodził się w 1829. Był jednym z ośmiorga dzieci Wiktora Gniewosza (1792–1840, właściciel dóbr Nowosielce i tamtejszego dworu, Gniewosz, Tokarnia, Karlików) i Łucji (1802–1894, córka Sebastiana Ostaszewskiego). Jego braćmi byli: Edward (1822–1906, poseł na Sejm Krajowy i do Rady Państwa), Zygmunt (1827–1909, c. k. generał i szambelan cesarski), Feliks (1836–1897, właściciel dóbr, urzędnik). Miał także trzy siostry. Był też stryjeczno-ciotecznym bratem (kuzynem) Włodzimierza Gniewosza oraz dalszym kuzynem Jana Nepomucena Gniewosza. 
Został oficerem Armii Cesarstwa Austriackiego. Przed 1850 został podporucznikiem 1 klasy w 63 pułku piechoty w Tarnopolu, około 1850 awansowany na nadporucznika. Od około 1852 służył w 55 pułku piechoty w Monza, po czym około 1853 został przeniesiony do 43 pułku piechoty w Bergamo. Od około 1859 w stopniu kapitana 1 klasy był oficerem utworzonego w tym roku 76 pułku piechoty w Oedenburgu, około 1868 w Klagenfurcie. W tym okresie, podczas wojny prusko-austriackiej brał udział w bitwie pod Custozą 24 czerwca 1866, a za swoje bohaterstwo został odznaczony. Po utworzeniu C. K. Armii został zweryfikowany w stopniu kapitana 1 klasy piechoty liniowej ze starszeństwem z dniem 5 kwietnia 1859. Pozostawał oficerem 76 Węgierskiego pułku piechoty ze sztabem w Trieście. Następnie został awansowany na majora z dniem 16 czerwca 1870. Od tego czasu był oficerem sztabu 76 pułku piechoty, od około 1872 ze sztabem w Cattaro, od około 1873 w Zara, a od około 1874 w Wiedniu.
Został awansowany na stopień podpułkownika w korpusie sztabu generalnego (piechoty, strzelców i pionierów) z dniem 1 listopada 1876. Od tego czasu był oficerem 45 pułku piechoty ze sztabem w Brünn oraz z komandem rezerwy i stacją okręgu uzupełnień w Sanoku (tj. nieopodal rodzinnych stron Gniewoszów). W sierpniu 1878 został mianowany rezerwowym komendantem 10 pułku piechoty, ze sztabem w Jarosławiu, a od około 1879 w Przemyślu. Został awansowany na stopień pułkownika z dniem 15 listopada 1879. Od października 1880 był komendantem 20 pułku piechoty ze sztabem w Olmütz oraz komandem rezerwy i okręgu uzupełniającego w Nowym Sączu. Na własną prośbę i po uzyskaniu wyników superarbitrażu w marcu 1882 jako inwalida został przeniesiony w stan spoczynku, zaś ogłoszono wówczas oficjalnie wyrazy najwyższego zadowolenia w uznaniu jego stale wyśmienitej służby, wypróbowanej tak w czasie pokoju jak i w obliczu wroga.
Po odejściu z czynnej służby wojskowej na emeryturę jako pozasłużbowy pułkownik od około 1882 zamieszkiwał w Wiedniu (był tam także jego brat, gen.-mjr Zygmunt Gniewosz, który również zakończył służbę w armii). Od około 1885 kresu życia przebywał w rodzinnych Nowosielcach-Gniewosz (Zygmunt początkowo też).
14 marca 1859 został mianowany c. k. podkomorzym (przyrzeczenie złożył 1 lipca 1859). Także w 1859 otrzymał godność c. k. tajnego radcy.
Zmarł w pierwszej połowie października 1901 w swoim majątku pod Sanokiem. Został pochowany na cmentarzu przy Cerkwi św. Jana Chrzciciela w Odrzechowej.

## Odznaczenia
austro-węgierskie
- Medal Zasługi Wojskowej na wstążce Krzyża Zasługi Wojskowej (przed 1891)[34]
- Medal Zasługi Wojskowej na czerwonej wstążce (przed 1891)[34]
- Medal Wojenny (przed 1899)[36]
- Brązowy Medal Jubileuszowy Pamiątkowy dla Sił Zbrojnych i Żandarmerii (przed 1899)[36]
- Odznaka za Służbę Wojskową 3 klasy dla oficerów (przed 1899)[36]

inne
- Order Królewski Korony II klasy – Królestwo Prus (zezwolenie cesarza w 1881)[42][43][44]